# Индейская колония
Инде́йская коло́ния (англ. Indian Colony) — поселение индейцев в США, связанное с городской застройкой. Хотя некоторые индейские колонии были официально признаны в качестве индейских резерваций, по сути они отличаются от резерваций. Индейские колонии располагаются обычно там, где индейцы могут найти работу в «белой» экономике, и кроме того, они возникали обычно без санкции федеральных властей.

## История основания
Особенно много индейских колоний находится в штате Невада. Поскольку экосистема Большого бассейна очень уязвима, традиционный образ жизни многих племён оказался невозможным после прихода белых, так как увеличение поголовья скота привело к нехватке пастбищ, к увеличению потребления воды и к вырубке пиньоновых рощ. В XIX веке на территории Большого бассейна существовало лишь несколько индейских резерваций, причём их экономика находилась в плачевном с современной точки зрения положении. Учитывая это, многие индейцы отправились за работой в города или на фермы и ранчо белых. Места, в которых они компактно селились, получили название «индейские лагеря» или «индейские колонии». В ряде случаев индейцы приобретали земли, на которых они селились, в других случаях они селились на общественных землях. С начала XX века федеральное правительство США стало основывать Индейские трастовые территории (Indian trust territories) в местах, где уже были основаны индейские колонии.
Согласно Закону о реорганизации индейцев 1934 года многие индейские колонии были признаны на федеральном уровне как самостоятельные племена. Многие племена, возникшие таким образом, необычны тем, что они включают индейцев различного происхождения. Например, индейская колония Рино-Спаркс включает выходцев из племён уошо, северных пайютов и западных шошонов.

## Примеры
Ниже представлен далеко не полный список индейских колоний на территории США:
- Баттл-Маунтин — племя те-моак из западных шошонов, объединение Боевых Гор
- Бёрнс — племя бёрнз-паютов
- Бриджпорт (Калифорния) — индейская колония Бриджпорт
- Карсон, Невада — Washoe Tribe of Nevada and California, Carson Community Council
- Дреслервилл — Washoe Tribe of Nevada and California, Dresslerville Council
- Элко — Te-Moak Tribe of Western Shoshone Indians, Elko Band
- Или (Невада) — Ely Shoshone Tribe
- Фаллон — Fallon Paiute-Shoshone Tribe
- Лас-Вегас — Las Vegas Paiute Tribe
- Лавлок — племя лавлок-пайюты, ранее известное как купадокадо.
- Рино-Спаркс — Reno-Sparks Indian Colony
- Стюарт-Коммьюнити — Washoe Tribe of Nevada and California, Stewart Community Council
- Уэлс — Te-Moak Tribe of Western Shoshone Indians, Wells Band
- Уиннемакка — Winnemucca Colony
- Вудфордс-Коммьюнити — Washoe Tribe of Nevada and California, Woodfords Community Council
- Йерингтон — Yerington Paiute Tribe